# WrestleMania 34
WrestleMania 34 foi o trigésimo quarto evento de luta livre profissional WrestleMania produzido pela WWE, transmitido em formato pay-per-view e pelo WWE Network, que aconteceu em 8 de abril de 2018 no Mercedes-Benz Superdome, na cidade de Nova Orleãs, Luisiana. Contou com a participação dos lutadores dos programas Raw e SmackDown.
Este foi o segundo WrestleMania realizado no mesmo estádio (que também sediou o WrestleMania XXX em 2014), sendo estas as duas vezes em que a Luisiana foi sede de um WrestleMania.

## Produção

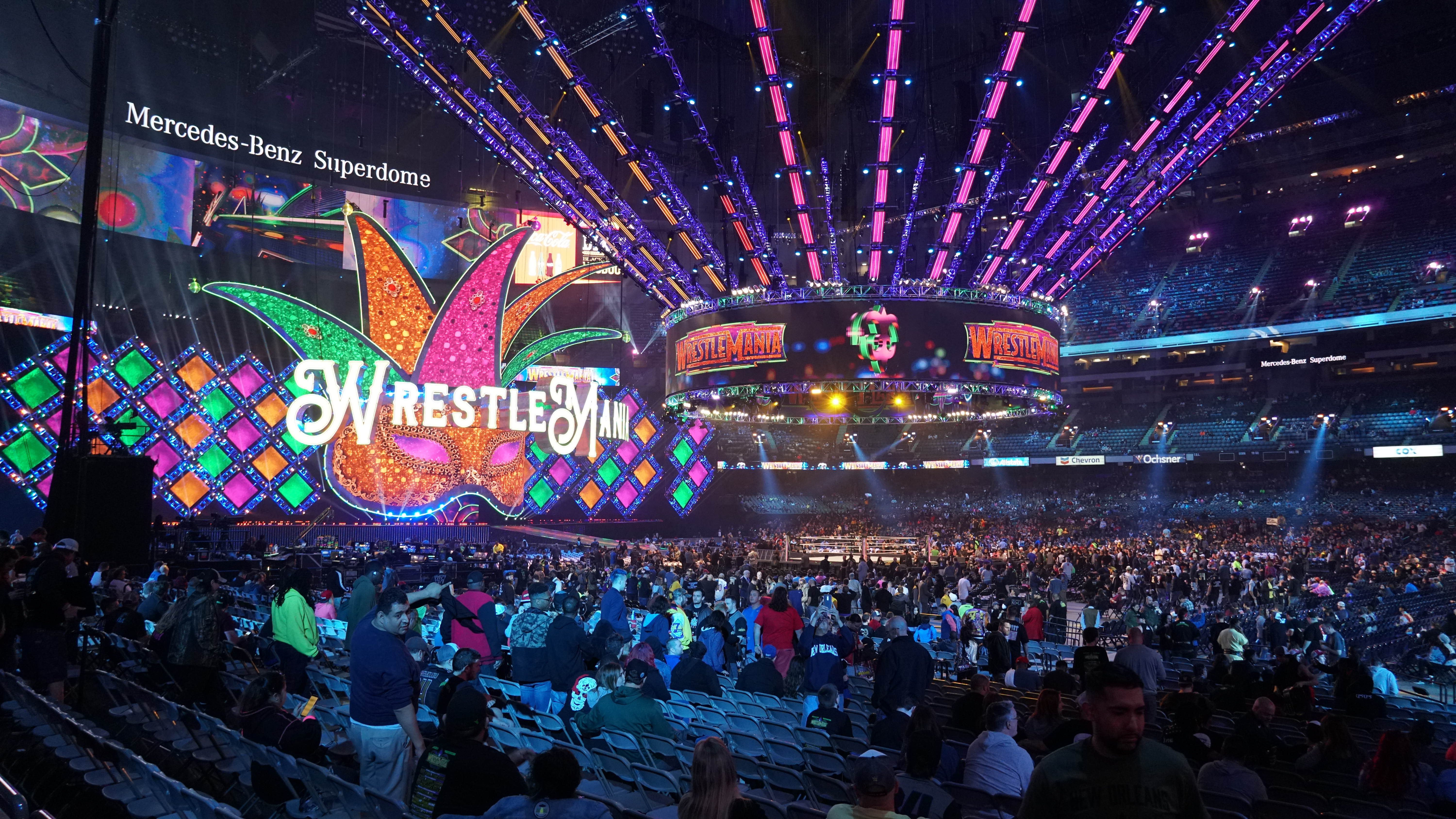
O Mercedes-Benz Superdome durante a WrestleMania 34.

WrestleMania é considerado o principal evento da WWE, sendo descrito como o Super Bowl do entretenimento esportivo.
Em 9 de janeiro de 2017 foi anunciado que o Mercedes-Benz Superdome, localizado em Nova Orleãs, Luisiana, sediaria o WrestleMania 34, que seria realizado em 8 de abril de 2018. Também foi anunciado que a semana de festividades ("WrestleMania Week"), convenção de fãs (WrestleMania Axxess), a cerimônia do Hall da Fama da WWE e o episódio do Raw do dia seguinte ao WrestleMania aconteceriam no Smoothie King Center, localizado na mesma cidade. Como nos anos anteriores, um episódio especial do NXT foi marcado para a véspera do WrestleMania. O evento será o segundo WrestleMania realizado no estado da Luisiana e a acontecer no Mercedes-Benz Superdome, o qual recebeu anteriormente o WrestleMania XXX em 2014.
Os pacotes de viagem foram colocados à venda em 17 de novembro de 2017, com ingressos individuais custando de 35 a dois mil dólares. Em 30 de outubro de 2017, foram vendidos pacotes com acomodações variando de 1.150 a 8.525 dólares por pessoa.
Desde o WrestleMania 31, o evento não é creditado numericamente em propagandas e anúncios, sendo descrito assim apenas para organizar os eventos cronologicamente. Segundo o presidente da WWE, Vince McMahon, marcar o evento com números o deixaria com aspecto de antigo. Em vez disso, o uso de símbolos ligados à região onde o WrestleMania se realizaria era uma melhor opção. Para 2018 o tema escolhido para integrar a publicidade do evento foi o Mardi Gras, festa tradicional de Nova Orleãs.
Em 8 de abril, antes do início do show, a WWE e a Snickers realizaram o WrestleMania Block Party na praça Champions Square. O evento promocional contou com apresentações de Alundra Blayze e Ric Flair, além de participações de lutadores ativos, como Tamina e R-Truth.
O evento teve três músicas-tema: "Celebrate" e "New Orleans" de Kid Rock e "Let the Good Times Roll" de Freddie King. A dupla americana Chloe x Halle também apresentou "America the Beautiful" no início do show.
Desde 2014, a WWE tentou estabelecer Roman Reigns como o seu principal mocinho e como a próxima "face da empresa", mas uma porção significativa de fãs o rejeitou neste papel, resultando em Reigns sendo vaiado enquanto ele lutava nos eventos principais do WrestleManias 31, 32 e 33. Reigns foi até mesmo votado como "o lutador mais odiado do ano de 2016" pelos leitores da Pro Wrestling Illustrated, sendo o primeiro personagem heroico a receber este prêmio desde que a categoria foi criada em 1972. Em março de 2017, antes do WrestleMania 33, o jornalista Dave Meltzer relatou que os planos a longo prazo da WWE ("que obviamente poderiam mudar") para o WrestleMania 34 eram "mais uma vez construir Reigns por um ano a fim de ter uma grande coroação", que ainda representaria um mocinho e venceria Lesnar pelo Campeonato Universal "para substituir John Cena como o melhor personagem heroico da companhia", enquanto a "ideia" para o papel de Lesnar era que este "se tornasse um monstro, um ser imbatível, passando por todos para depois perder para Roman Reigns".

## Antes do evento
WrestleMania 34 teve combates de luta livre profissional de diferentes lutadores com rivalidades e histórias pré-determinadas, que se desenvolveram no Raw e SmackDown — programas de televisão da WWE, tal como no programa transmitido pelo WWE Network - 205 Live. Os lutadores interpretaram um vilão ou um mocinho seguindo uma série de eventos para gerar tensão, culminando em várias lutas.

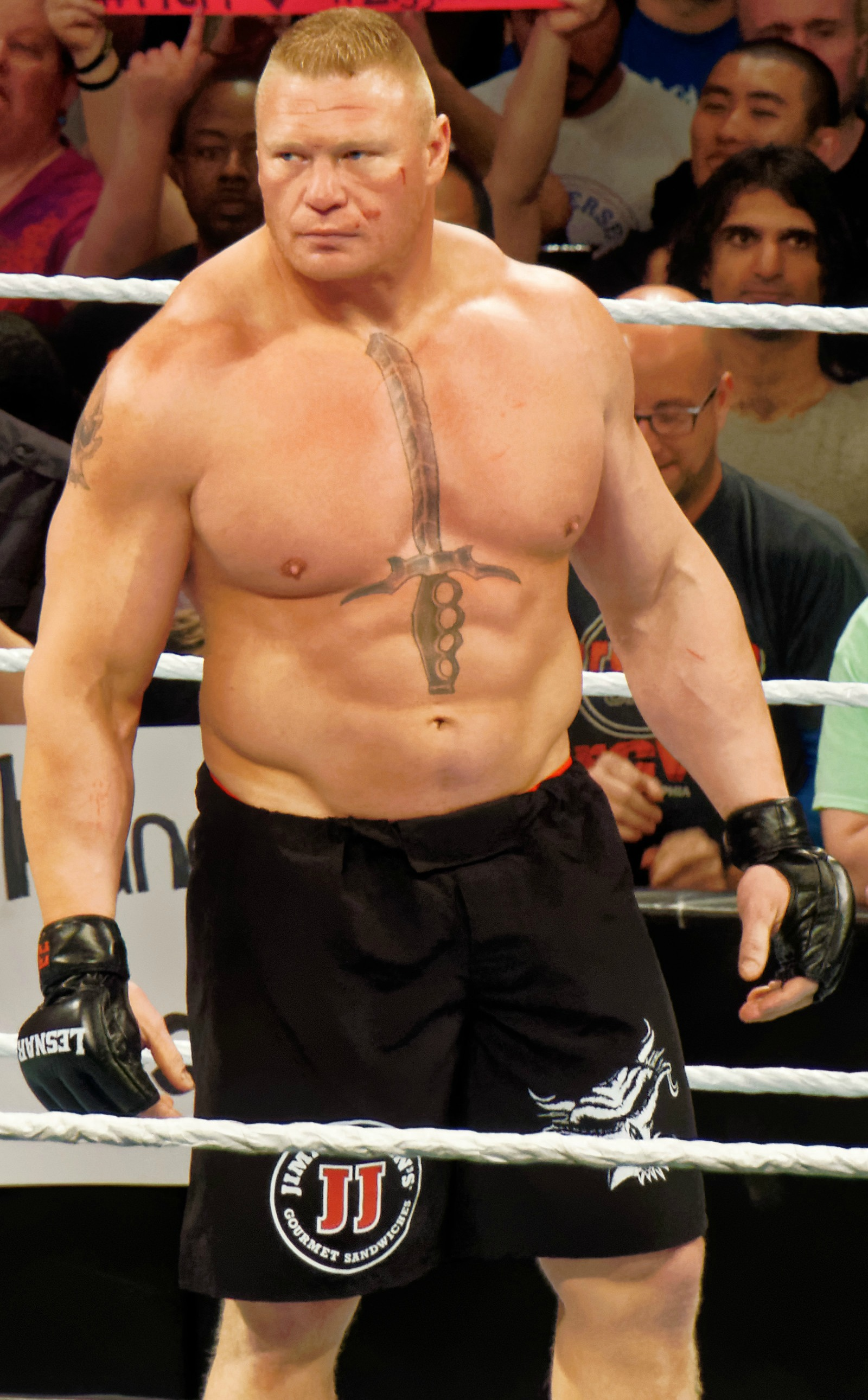
Brock Lesnar defendeu o Campeonato Universal contra Roman Reigns.

No WrestleMania 33, Brock Lesnar conquistou o Campeonato Universal e Roman Reigns derrotou The Undertaker; O defensor de Lesnar, Paul Heyman, provocou então um combate entre Lesnar e Reigns pelo título, já que eles foram os únicos a derrotar Undertaker no WrestleMania. No ano seguinte, Lesnar manteve o campeonato em várias defesas de título, incluindo em uma luta fatal 4-way no SummerSlam, onde Lesnar fez o pin em Reigns. Quando o vencedor do Royal Rumble de 2018 escolheu lutar pelo título mundial do SmackDown no WrestleMania 34, o desafiante de Lesnar foi determinado no Elimination Chamber, onde Reigns venceu a Elimination Chamber, resultando em uma futura revanche do WrestleMania 31, na qual não houve um vencedor decisivo entre os dois. Lesnar foi anunciado para o episódio de 26 de fevereiro do Raw, mas não apareceu. Reigns criticou Lesnar por se esconder por trás de seu contrato e disse que Lesnar não respeitava a WWE e que ele não tinha respeito por Lesnar. Na semana seguinte, Heyman disse que Lesnar iria manter o título e no SummerSlam, ele seria campeão Universal e o campeão dos pesos-pesados do UFC, insinuando que Lesnar faria outro retorno ao UFC. Ele disse que Lesnar estaria lá na próxima semana; Reigns advertiu Lesnar para estar pronto para uma luta. Lesnar, no entanto, esteve novamente ausente. Reigns expressou suas frustrações e exigiu respostas do presidente da WWE, Vince McMahon, que suspendeu temporariamente Reigns por desrespeitá-lo e garantiu que Lesnar apareceria na semana seguinte. Naquele episódio, Reigns apareceu, apesar de sua suspensão, para confrontar Lesnar, fazendo com que o gerente geral do Raw, Kurt Angle, pedisse para que os marechais americanos algemassem Reigns. Reigns atacou os marechais, mas após isso, Lesnar atacou brutalmente Reigns que estava algemado, e teve de sair em uma maca. Um ataque similar ocorreria na semana seguinte, que acabou com Reigns sofrendo um F-5 nos degraus de aço. No último Raw antes do WrestleMania, Heyman disse que se Reigns vencesse Lesnar, ele e Lesnar não seriam vistos no Raw novamente. Reigns, em seguida, saiu para buscar vingança e atacou Lesnar com superman punches, mas Lesnar se recuperou e executou um F-5 em Reigns.

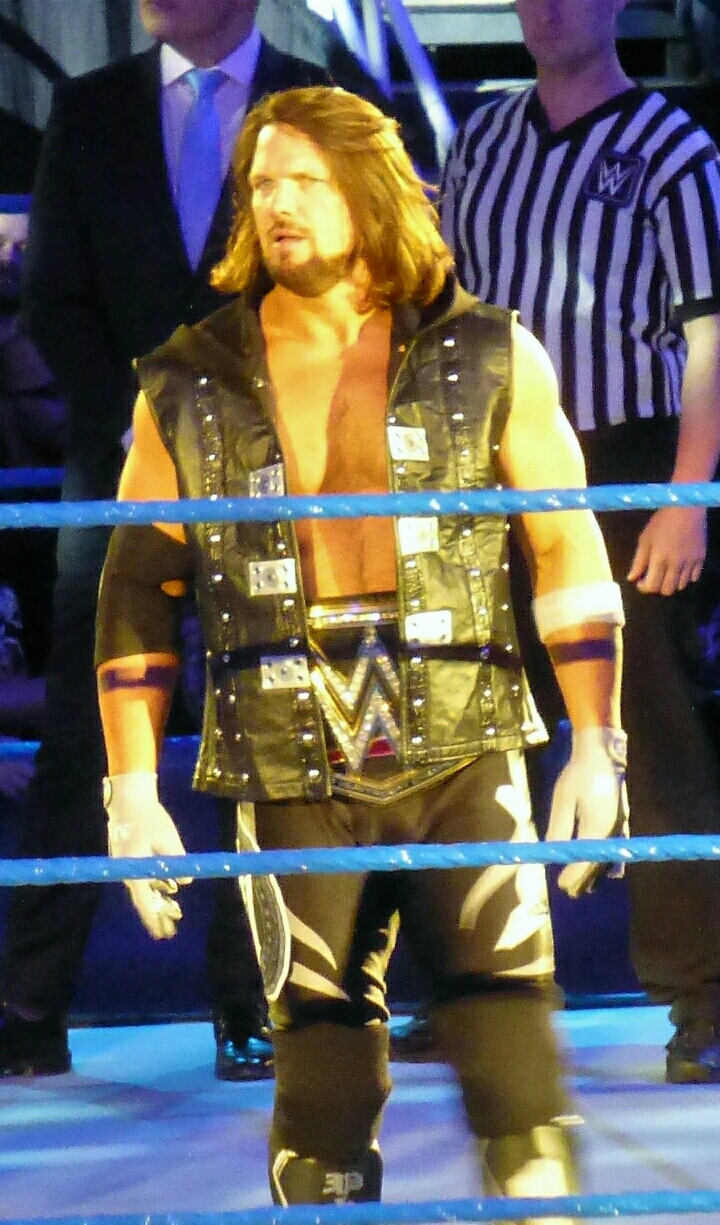
AJ Styles defendeu o Campeonato da WWE contra o vencedor do Royal Rumble de 2018, Shinsuke Nakamura.

No Royal Rumble, Shinsuke Nakamura, do SmackDown, venceu o Royal Rumble masculino eliminando por último Roman Reigns, ganhando um combate por um campeonato mundial de sua escolha no WrestleMania 34. Após a luta, quando questionado sobre qual campeão ele desafiaria, Nakamura escolheu o campeão da WWE, AJ Styles; um confronto que teve início no Money in the Bank após os dois se atacarem durante a luta de escadas. No Fastlane, Styles defendeu com sucesso o Campeonato da WWE em um desafio six pack, confirmando o combate Styles-Nakamura no WrestleMania. No episódio pós-Fastlane do SmackDown, Styles e Nakamura expressaram respeito um pelo outro, mas Nakamura prometeu executar o Kinshasa em Styles no WrestleMania e se tornar campeão da WWE. No episódio de 27 de março, Styles estava no córner de Nakamura para o combate de Nakamura contra Shelton Benjamin. Após derrotar Benjamin, Nakamura disse que só queria que Styles estivesse lá para mostrá-lo como ele o derrotaria no WrestleMania. Benjamin e Chad Gable então atacaram Styles, que foi salvo por Nakamura, que provocou a execução de um Kinshasa em Styles. No último SmackDown antes do WrestleMania, Styles alertou Nakamura para não pegar leve com ele e fez referência ao seu encontro anterior na New Japan Pro-Wrestling, afirmando que o WrestleMania era maior do que o Tokyo Dome. Nakamura respondeu dizendo que ele não estava pegando leve com Styles, mas ele conhecia Styles bem e as emoções de Styles o levariam a cometer um erro. Os dois mais tarde se uniram para derrotar Gable e Benjamin. Após o combate, Styles provocou a execução de um Phenomenal Forearm em Nakamura.
Depois de falhar em vencer a luta Elimination Chamber, o campeão intercontinental The Miz disse que ele deveria participar do evento principal do WrestleMania 34, já que sentia que seu título era mais importante que o Campeonato Universal. Ele exigiu um desafiante para o WrestleMania, para o qual Seth Rollins apareceu e o derrotou. Depois disso, Finn Bálor também apareceu e derrotou Miz. Na semana seguinte, Rollins e Bálor confrontaram Miz, levando a uma luta 2-contra-1 entre Rollins e Bálor contra The Miz e seu Miztourage (Bo Dallas e Curtis Axel), no qual Rollins derrotou Miz. Posteriormente, o gerente geral do Raw, Kurt Angle, programou The Miz para defender o Campeonato Intercontinental contra Bálor e Rollins em uma luta triple threat no WrestleMania. No episódio de 12 de março, The Miz entrevistou seus oponentes no WrestleMania em seu Miz TV, que terminou com Rollins e Bálor atacando Miz e Rollins atacando Bálor, que mais tarde derrotou Rollins. No Miz TV da semana seguinte, Miz e The Miztourage fingiram uma separação e atacaram Bálor e Rollins, que conseguiram reverter a situação, onde logo após, Bálor atacou Rollins. No último Raw antes do WrestleMania, Rollins derrotou Bálor em uma revanche.

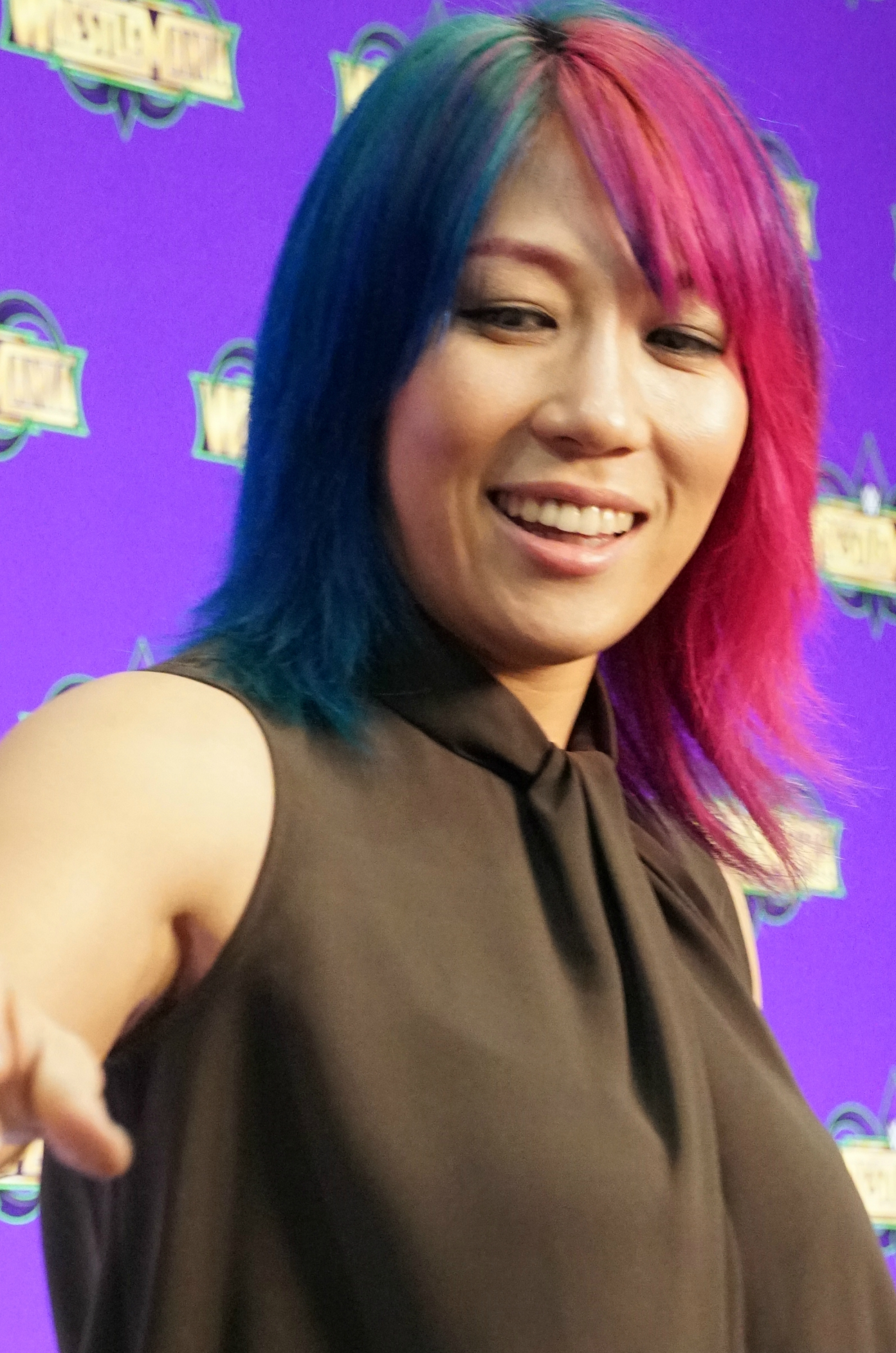
A vencedora do Royal Rumble feminino, Asuka, escolheu enfrentar Charlotte Flair pelo Campeonato Feminino do SmackDown no WrestleMania.

Também no Royal Rumble, Asuka, do Raw, venceu o Royal Rumble feminino, eliminando por último Nikki Bella. Como resultado, Asuka ganhou o direito de lutar por um campeonato feminino de sua escolha no WrestleMania 34. A conselho da comissária do Raw Stephanie McMahon, Asuka adiou sua decisão até que ambas as campeãs femininas defendessem seus títulos no Elimination Chamber e no Fastlane, respectivamente. Após Charlotte Flair obter sucesso em defender seu título no Fastlane, Asuka apareceu e indicou sua intenção em lutar pelo Campeonato Feminino do SmackDown. No episódio do Raw de 12 de março, Asuka explicou que ela escolheu Flair porque queria desafiar a melhor campeã feminina na WWE. No SmackDown da noite seguinte, Asuka confrontou Flair, que prometeu acabar com a invencibilidade de Asuka. No último SmackDown antes do WrestleMania, Asuka apareceu após a vitória de Flair sobre Natalya. Flair disse que ela estava pronta para Asuka, mas perguntou a Asuka se ela estava pronta para ela.
Depois de Alexa Bliss conquistar seu Campeonato Feminino do Raw em agosto de 2017, ela formou uma amizade com Nia Jax, que também tinha aspirações por título. Jax falhou em ganhar uma luta pelo título no Royal Rumble e também foi derrotada por Asuka no Elimination Chamber em um combate em que se Jax vencesse, ela seria adicionada à luta de Asuka pelo título no WrestleMania 34. Depois de Asuka derrotá-la em uma revanche no Raw, Bliss consolou Jax e disse que ela merecia uma luta pelo título. Quando Asuka explicou seus motivos para desafiar Charlotte Flair, Bliss e Mickie James confrontaram Asuka e chamaram Jax para lutar com Asuka; quando Jax não apareceu, James lutou em seu lugar e acabou sendo derrotada. Mais tarde, durante uma luta de Jax, uma conversa entre Bliss e James, que não tinham conhecimento, pôde ser ouvida e vista no telão. Bliss disse que ela estava apenas usando Jax e tirou sarro dela, o que perturbou muito Jax. Na semana seguinte, Bliss lançou um falso pedido de desculpas e continuou a insultar Jax, que eventualmente saiu e perseguiu Bliss para a área dos bastidores. Quando Bliss reclamou com o gerente geral do Raw, Kurt Angle, ele a programou para defender seu Campeonato Feminino do Raw contra Jax no WrestleMania.
Depois de derrotar The Revival (Dash Wilder e Scott Dawson), os campeões de duplas do Raw, Cesaro e Sheamus (também conhecidos como The Bar), disseram que derrotaram todos as duplas do Raw e lançaram um desafio aberto para qualquer dupla para enfrentá-los pelo título no WrestleMania 34. No episódio de 12 de março, uma briga entre todas as duplas começou e o gerente geral do Raw, Kurt Angle, marcou uma battle royal entre duplas com o time vencedor recebendo uma luta no WrestleMania. Braun Strowman se intrometeu no combate e venceu após eliminar por último Karl Anderson. Na semana seguinte, Angle decidiu que Strowman iria receber uma luta pelo Campeonato de Duplas do Raw no WrestleMania, desde que ele encontrasse um parceiro. Strowman disse que não precisava de um parceiro, mas teria um. Ele então derrotou Cesaro, e depois Sheamus na semana seguinte; se Sheamus tivesse vencido, Strowman teria revelado seu parceiro. Strowman novamente ameaçou revelar quem era seu parceiro na semana seguinte se Cesaro ou Sheamus concordassem em encarar seu parceiro. Eles concordaram; Strowman foi para os bastidores e retornou como "Brains Strowman" e o The Bar recuou.

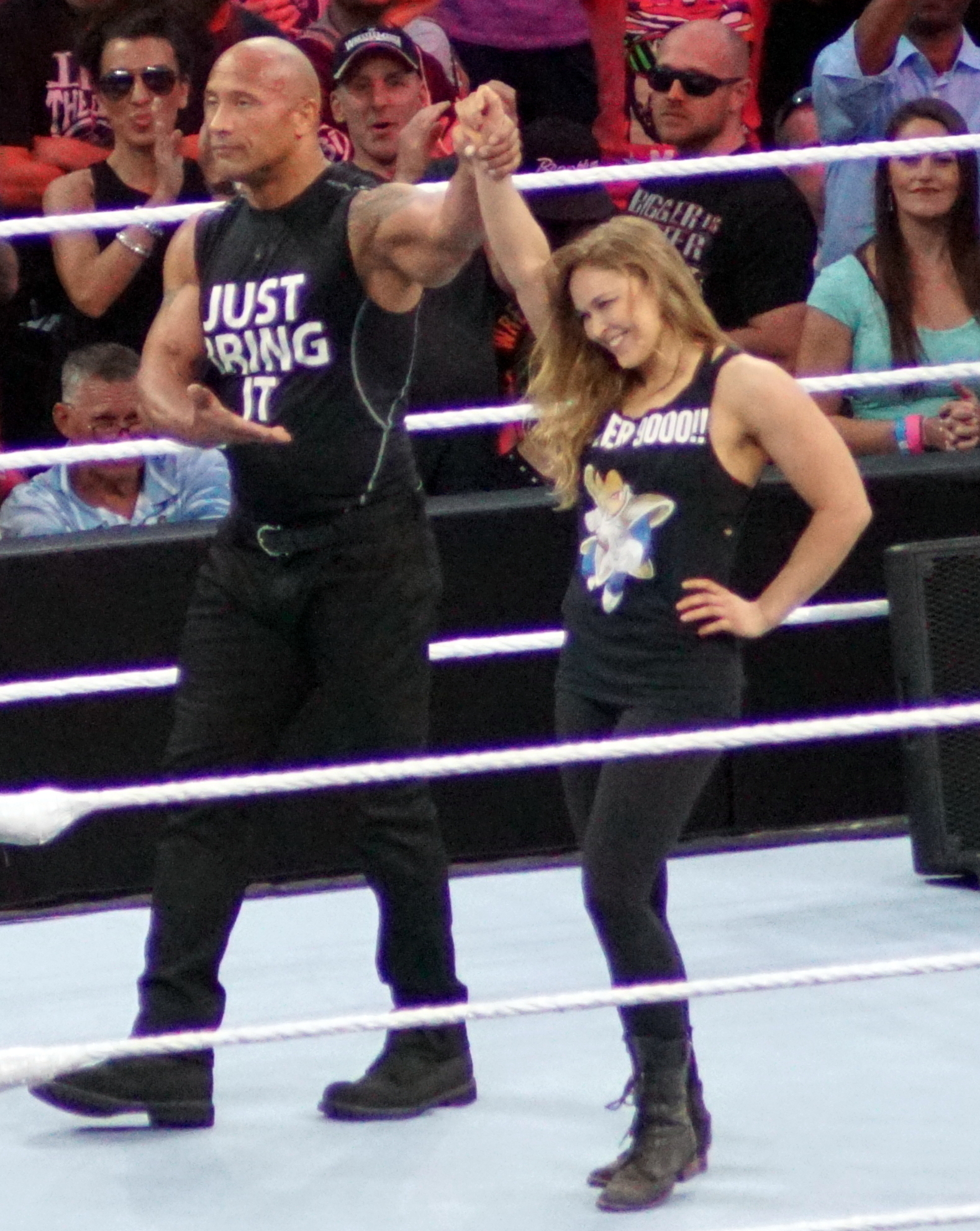
Ronda Rousey e The Rock depois de envergonharem Stephanie McMahon e Triple H no WrestleMania 31, a gênese de sua rivalidade no WrestleMania 34; Kurt Angle, cujo envolvimento foi criado no Survivor Series de 2017, substituiu The Rock na rivalidade.

No WrestleMania 31, a então estrela do UFC Ronda Rousey, apareceu junto de The Rock e envergonhou The Authority (COO da WWE Triple H e sua esposa, Stephanie McMahon). Ela fez algumas aparições nos anos seguintes e havia rumores de que iria competir no Royal Rumble de 2018, mas negou que ela estaria no evento. Depois da vitória de Asuka no combate, porém, a agora-ex-estrela do UFC apareceu, confirmando que ela havia assinado em tempo integral com a WWE. Durante a assinatura oficial do contrato no Elimination Chamber, foi confirmado que Rousey não receberia tratamento especial, mas teria seu sua estréia no WrestleMania 34. O gerente geral do Raw Kurt Angle, a quem Stephanie (agora comissária do Raw) anteriormente ameaçou demitir e a quem Triple H tinha se virado contra no Survivor Series, em seguida, levantou o incidente do WrestleMania 31 e avisou Rousey que Triple H e Stephanie queriam vingança. Rousey jogou Triple H em uma mesa e foi esbofeteada por Stephanie antes de assinar seu contrato eventualmente. Na noite seguinte no Raw, Rousey exigiu um pedido de desculpas de Stephanie, que obedeceu. Quando Stephanie estava deixando o ringue, Triple H atacou Angle. Na semana seguinte, Stephanie disse que Rousey poderia escolher qualquer lutadora do Raw como sua oponente no WrestleMania exceto a campeã; ela escolheu Stephanie. Quando Triple H se opôs, Angle apontou que tanto Triple H quanto Stephanie tinham contratos como lutadores e agendou uma luta de duplas mistas entre Stephanie e Triple H contra Rousey e ele. No último Raw antes do WrestleMania, as duas duplas se encontraram no ringue para uma sessão de perguntas e respostas, que terminou com Stephanie jogando Rousey em uma mesa.

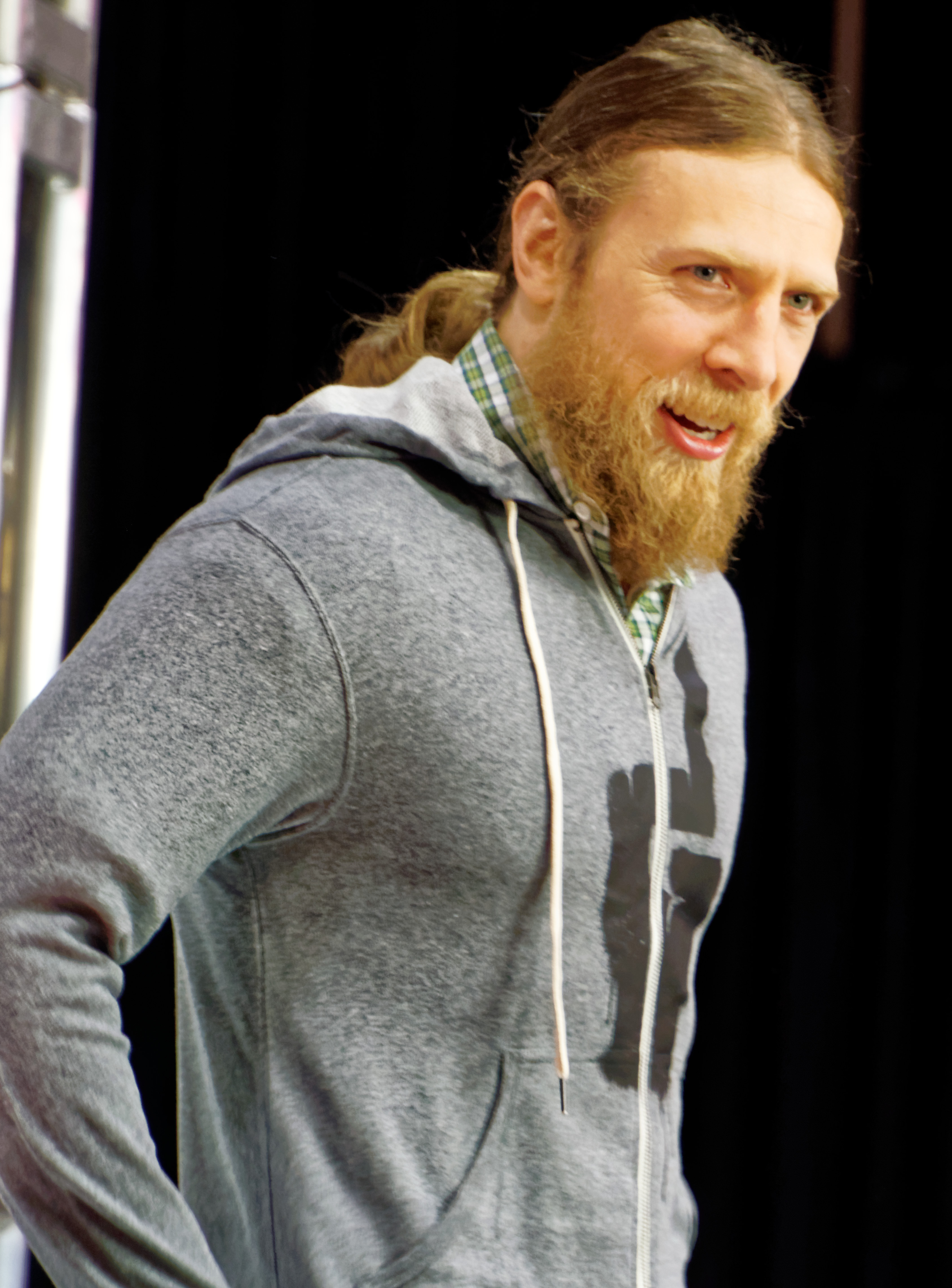
Daniel Bryan fez seu retorno ao ringue no WrestleMania 34; sua última luta foi em abril de 2015, sendo forçado a se aposentar devido a concussões, mas depois de extensos exames, ele foi liberado para competir novamente.

Durante o verão de 2017, Kevin Owens rivalizou com o comissário do SmackDown, Shane McMahon; no Hell in a Cell, Kevin Owens derrotou Shane em uma luta Hell in a Cell, graças à ajuda de seu amigo que se tornou seu rival, Sami Zayn. Zayn explicou que ele agiu por desapontamento por não conseguir as oportunidades esperadas no SmackDown e percebeu que Owens estava certo o tempo todo em suas ações questionáveis. Owens e Zayn continuaram sua rivalidade com Shane, com os dois o atacando no Survivor Series e Shane ameaçando demitir os dois se perdessem no Clash of Champions, enquanto o gerente geral Daniel Bryan, aparentemente favorecia os dois dando-lhes oportunidades pelo Campeonato da WWE: primeiro no Royal Rumble onde AJ Styles reteve o seu título contra ambos numa luta 2-contra-1, apesar de um final controverso que Shane ignorou, e novamente no Fastlane onde Owens e Zayn estavam entre os cinco desafiantes. Shane, em seguida, tomou uma licença indefinida de ausência, mas como uma última decisão, ele programou Owens e Zayn para lutar um contra o outro no WrestleMania 34. Owens e Zayn reagiram atacando brutalmente Shane. Na semana seguinte, Bryan, cuja última luta havia sido em abril de 2015, revelou que ele foi medicamente liberado para competir novamente. Mais tarde, ele demitiu Owens e Zayn por seus ataques a Shane e também foi brutalmente atacado. Em resposta, Bryan disse que se arrependia de tê-los favorecido e agendou uma luta de duplas entre ele e Shane contra Owens e Zayn, com os últimos sendo recontratados se eles ganhassem. No último SmackDown antes do WrestleMania, Shane também foi liberado para competir, e Bryan disse que Shane estava certo o tempo todo quando Shane lhe disse para não confiar em Owens e Zayn. Bryan e Shane disseram que depois do WrestleMania, Owens e Zayn nunca mais voltariam ao SmackDown.
No Fastlane, Randy Orton conquistou o Campeonato dos Estados Unidos após derrotar Bobby Roode. Após o combate, Jinder Mahal, que achava que merecia estar na luta, atacou ambos os lutadores, mas ele e Orton receberam um Glorious DDT de Roode. No episódio seguinte do SmackDown, Roode confrontou Orton e invocou sua cláusula de revanche para o WrestleMania 34. Mahal interrompeu e derrotou Roode em um combate, mas sofreu um RKO de Orton. Na semana seguinte, Orton foi programado para defender o Campeonato dos Estados Unidos em uma luta triple threat contra Roode e Mahal no WrestleMania. No episódio de 27 de março, Mahal fez dupla com Rusev para derrotar Orton e Roode, que se viraram um contra o outro depois de Orton atacar Roode com um RKO. Nos bastidores, Mahal disse que conseguiria a Rusev um lugar na primeira fila do WrestleMania para vê-lo ganhar, mas Rusev queria estar na disputa pelo título desde que ele derrotou Orton, o que foi oficializado, tornando a luta pelo Campeonato dos Estados Unidos uma fatal four-way. Na semana seguinte, Rusev derrotou Mahal, mas recebeu um RKO de Orton, que teve uma encarada com Roode.
Ao longo de 2017, The Usos (Jey e Jimmy Uso) e The New Day (Big E, Kofi Kingston e Xavier Woods) lutaram em vários eventos pelo Campeonato de Duplas do SmackDown. A rivalidade original terminou no Hell in a Cell, na luta homônima, com The Usos sendo vitoriosos. The New Day ganhou outra oportunidade pelo título no Fastlane, mas a luta acabou quando ambos os times foram atacados por The Bludgeon Brothers (Harper e Rowan), com Jey, Kingston e Woods ficando lesionados. No episódio seguinte do SmackDown, Big E e Jimmy fizeram dupla para conseguir vingança, mas foram derrotados. No episódio de 27 de março, os membros do New Day Big E e Woods, enfrentaram The Bludgeon Brothers, que venceram por desqualificação depois dos The Usos os atacarem. Uma luta triple threat de duplas pelo Campeonato de Duplas do SmackDown foi marcada para o WrestleMania 34.

Em 23 de janeiro de 2018, o campeão dos pesos-médios da WWE Enzo Amore foi demitido pela WWE, deixando o título vago. Um gerente geral foi então nomeado para o 205 Live, que anteriormente era controlado pelo gerente geral do Raw. Em 30 de janeiro no episódio do 205 Live, o novo gerente geral Drake Maverick (ex-Rockstar Spud no Impact Wrestling) agendou um torneio de eliminação envolvendo 16 lutadores para coroar um novo campeão dos pesos-médios da WWE, com a final acontecendo no WrestleMania 34. Nas duas semanas seguintes, Cedric Alexander, TJP, Kalisto, Roderick Strong, Mark Andrews, Drew Gulak, Buddy Murphy e Mustafa Ali avançaram para as quartas de final, com vitórias sobre Gran Metalik, Tyler Bate, Lince Dorado, Hideo Itami, Akira Tozawa, Tony Nese, Ariya Daivari e Gentleman Jack Gallagher, respectivamente. Nos dois episódios seguintes, Alexander, Strong, Gulak e Ali avançaram para as semifinais, derrotando TJP, Kalisto, Andrews e Murphy, respectivamente. Nos dois episódios seguintes, Alexander e Ali garantiram vaga na final do torneio ao derrotarem Strong e Gulak, respectivamente, para competir pelo vago Campeonato dos Pesos-Médios no pré-show do WrestleMania.
No Raw de 12 de março, uma Battle royal feminina foi marcada para o WrestleMania 34. A luta, originalmente batizada em homenagem a integrante do Hall da Fama da WWE The Fabulous Moolah, foi apresentada para servir como uma contraparte feminina de sua versão masculina, o anual André the Giant Memorial Battle Royal. No entanto, alguns dias depois, o combate foi rebatizado como "WrestleMania Women's Battle Royal" devido à reação de fãs e críticos sobre o passado de Moolah e o tratamento de outras mulheres. Tal como o combate masculina, a recompensa é o troféu do WrestleMania Women's Battle Royal. O enredo principal do WrestleMania Women's Battle Royal foi a amizade entre Bayley e Sasha Banks. Durante semanas antes do anúncio da partida, a amizade entre as duas lutadoras tornou-se cada vez mais tensa. Na Elimination Chamber feminina, Banks virou-se contra Bayley na luta homônima. Banks então se tornou a primeira a anunciar sua participação na batalha real no episódio de 19 de março do Raw. Na semana seguinte, Bayley confirmou sua participação e foi confrontada por Banks, que queria falar sobre seus recentes problemas, mas uma briga nos bastidores ocorreu entre elas. No último Raw antes do WrestleMania, Banks salvou Bayley de um ataque pós-luta do Absolution, Sonya Deville e Mandy Rose. Banks esperava que Bayley fosse grata, mas as duas lutaram. Mais tarde, foi confirmado que tanto a battle royal feminina quanto a masculina ocorreria no pré-show.

## Resultados
| Nº                                          | Resultados | Estipulações                                                                       | Tempo |
| ------------------------------------------- | --- | ---------------------------------------------------------------------------------- | ----- |
| Pré- show                                   | Matt Hardy venceu ao eliminar por último Baron Corbin                                                                                   | Battle royal pelo troféu em memória de André the Giant                             | 16:36 |
| Pré- show                                   | Cedric Alexander derrotou Mustafa Ali                                                                                                   | Luta individual pela final do torneio pelo vago Campeonato dos Pesos-Médios da WWE | 12:17 |
| Pré- show                                   | Naomi venceu ao eliminar por último Bayley                                                                                              | Battle royal feminina                                                              | 9:50  |
| 1                                           | Seth Rollins derrotou The Miz (c) (com Bo Dallas e Curtis Axel) e Finn Bálor                                                            | Luta triple threat pelo Campeonato Intercontinental da WWE                         | 15:29 |
| 2                                           | Charlotte Flair (c) derrotou Asuka por submissão                                                                                        | Luta individual pelo Campeonato Feminino do SmackDown                              | 13:06 |
| 3                                           | Jinder Mahal (com Sunil Singh) derrotou Rusev (com Aiden English), Randy Orton (c) e Bobby Roode                                        | Luta fatal 4-way pelo Campeonato dos Estados Unidos da WWE                         | 8:16  |
| 4                                           | Kurt Angle e Ronda Rousey derrotaram Triple H e Stephanie McMahon por submissão                                                         | Luta de duplas mistas                                                              | 20:38 |
| 5                                           | The Bludgeon Brothers (Harper e Rowan) derrotou The New Day (Big E e Kofi Kingston) (com Xavier Woods) e The Usos (Jey e Jimmy Uso) (c) | Luta triple threat de duplas pelo Campeonato de Duplas do SmackDown                | 5:53  |
| 6                                           | The Undertaker derrotou John Cena | Luta individual                                                                    | 2:47  |
| 7                                           | Daniel Bryan e Shane McMahon derrotaram Kevin Owens e Sami Zayn por submissão                                                           | Luta de duplas; se Owens e Zayn vencessem, eles seriam recontratados no SmackDown. | 15:23 |
| 8                                           | Nia Jax derrotou Alexa Bliss (c) (com Mickie James)                                                                                     | Luta individual pelo Campeonato Feminino do Raw                                    | 9:01  |
| 9                                           | AJ Styles (c) derrotou Shinsuke Nakamura                                                                                                | Luta individual pelo Campeonato da WWE                                             | 20:21 |
| 10                                          | Braun Strowman e Nicholas derrotaram Cesaro e Sheamus (c)                                                                               | Luta de duplas pelo Campeonato de Duplas do Raw                                    | 3:56  |
| 11                                          | Brock Lesnar (c) (com Paul Heyman) derrotou Roman Reigns                                                                                | Luta individual pelo Campeonato Universal da WWE                                   | 15:50 |
| (c) – Refere-se aos campeões antes da luta. | |                                                                                    |       |

### Torneio pelo Campeonato dos Pesos-Médios
|  | Oitavas de final 205 Live (30/01, 06/02, 13/02, 20/02) | Oitavas de final 205 Live (30/01, 06/02, 13/02, 20/02) | Oitavas de final 205 Live (30/01, 06/02, 13/02, 20/02) |                 |                  | Quartas de final 205 Live (27/02, 06/03) | Quartas de final 205 Live (27/02, 06/03) | Quartas de final 205 Live (27/02, 06/03) |  |  | Semifinais 205 Live (13/03, 20/03) | Semifinais 205 Live (13/03, 20/03) | Semifinais 205 Live (13/03, 20/03) |  |  | Final WrestleMania 34 (08/04) | Final WrestleMania 34 (08/04) | Final WrestleMania 34 (08/04) |  |
|  |                                                        |                                                        |                                                        |                 |                  |                                          |                                          |                                          |  |  |                                    |                                    |                                    |  |  |                               |                               |                               |  |
|  | 1                                                      | Cedric Alexander                                       | Pin                                                    |                 |                  |                                          |                                          |                                          |  |  |                                    |                                    |                                    |  |  |                               |                               |                               |  |
|  | 1                                                      | Cedric Alexander                                       | Pin                                                    |                 |                  |                                          |                                          |                                          |  |  |                                    |                                    |                                    |  |  |                               |                               |                               |  |
|  | 16                                                     | Gran Metalik                                           | 9:27                                                   |                 |                  |                                          |                                          |                                          |  |  |                                    |                                    |                                    |  |  |                               |                               |                               |  |
|  | 16                                                     | Gran Metalik                                           | 9:27                                                   |                 | Cedric Alexander | Cedric Alexander                         | Pin                                      |                                          |  |  |                                    |                                    |                                    |  |  |                               |                               |                               |  |
|  |                                                        |                                                        |                                                        |                 | Cedric Alexander | Cedric Alexander                         | Pin                                      |                                          |  |  |                                    |                                    |                                    |  |  |                               |                               |                               |  |
|  |                                                        |                                                        | TJP                                                    | TJP             | 17:21            |                                          |                                          |                                          |  |  |                                    |                                    |                                    |  |  |                               |                               |                               |  |
|  | 8                                                      | TJP                                                    | TJP                                                    | TJP             | 17:21            | Pin                                      |                                          |                                          |  |  |                                    |                                    |                                    |  |  |                               |                               |                               |  |
|  | 8                                                      | TJP                                                    |                                                        |                 |                  |                                          |                                          |                                          |  |  |                                    |                                    |                                    |  |  |                               |                               |                               |  |
|  | 9                                                      | Tyler Bate                                             | 14:31                                                  |                 |                  |                                          |                                          |                                          |  |  |                                    |                                    |                                    |  |  |                               |                               |                               |  |
|  | 9                                                      | Tyler Bate                                             | 14:31                                                  |                 | Cedric Alexander | Cedric Alexander                         | Pin                                      |                                          |  |  |                                    |                                    |                                    |  |  |                               |                               |                               |  |
|  |                                                        |                                                        |                                                        |                 |                  |                                          |                                          |                                          |  |  |                                    |                                    |                                    |  |  |                               |                               |                               |  |
|  |                                                        |                                                        | Roderick Strong                                        | Roderick Strong | 14:54            |                                          |                                          |                                          |  |  |                                    |                                    |                                    |  |  |                               |                               |                               |  |
|  | 5                                                      | Kalisto                                                | Roderick Strong                                        | Roderick Strong | 14:54            | Pin                                      |                                          |                                          |  |  |                                    |                                    |                                    |  |  |                               |                               |                               |  |
|  | 5                                                      | Kalisto                                                |                                                        |                 |                  |                                          |                                          |                                          |  |  |                                    |                                    |                                    |  |  |                               |                               |                               |  |
|  | 12                                                     | Lince Dorado                                           | 11:37                                                  |                 |                  |                                          |                                          |                                          |  |  |                                    |                                    |                                    |  |  |                               |                               |                               |  |
|  | 12                                                     | Lince Dorado                                           | 11:37                                                  |                 | Kalisto          | Kalisto                                  | 11:39                                    |                                          |  |  |                                    |                                    |                                    |  |  |                               |                               |                               |  |
|  |                                                        |                                                        |                                                        |                 | Kalisto          | Kalisto                                  | 11:39                                    |                                          |  |  |                                    |                                    |                                    |  |  |                               |                               |                               |  |
|  |                                                        |                                                        | Roderick Strong                                        | Roderick Strong | Pin              |                                          |                                          |                                          |  |  |                                    |                                    |                                    |  |  |                               |                               |                               |  |
|  | 4                                                      | Roderick Strong                                        | Roderick Strong                                        | Roderick Strong | Pin              | Pin                                      |                                          |                                          |  |  |                                    |                                    |                                    |  |  |                               |                               |                               |  |
|  | 4                                                      | Roderick Strong                                        |                                                        |                 |                  |                                          |                                          |                                          |  |  |                                    |                                    |                                    |  |  |                               |                               |                               |  |
|  | 13                                                     | Hideo Itami                                            | 17:04                                                  |                 |                  |                                          |                                          |                                          |  |  |                                    |                                    |                                    |  |  |                               |                               |                               |  |
|  | 13                                                     | Hideo Itami                                            | 17:04                                                  |                 | Cedric Alexander | Cedric Alexander                         | Pin                                      |                                          |  |  |                                    |                                    |                                    |  |  |                               |                               |                               |  |
|  |                                                        |                                                        |                                                        |                 |                  |                                          |                                          |                                          |  |  |                                    |                                    |                                    |  |  |                               |                               |                               |  |
|  |                                                        |                                                        | Mustafa Ali                                            | Mustafa Ali     | 12:17            |                                          |                                          |                                          |  |  |                                    |                                    |                                    |  |  |                               |                               |                               |  |
|  | 6                                                      | Akira Tozawa                                           | Mustafa Ali                                            | Mustafa Ali     | 12:17            | 12:28                                    |                                          |                                          |  |  |                                    |                                    |                                    |  |  |                               |                               |                               |  |
|  | 6                                                      | Akira Tozawa                                           |                                                        |                 |                  |                                          |                                          |                                          |  |  |                                    |                                    |                                    |  |  |                               |                               |                               |  |
|  | 11                                                     | Mark Andrews                                           | Pin                                                    |                 |                  |                                          |                                          |                                          |  |  |                                    |                                    |                                    |  |  |                               |                               |                               |  |
|  | 11                                                     | Mark Andrews                                           | Pin                                                    |                 | Mark Andrews     | Mark Andrews                             | 12:10                                    |                                          |  |  |                                    |                                    |                                    |  |  |                               |                               |                               |  |
|  |                                                        |                                                        |                                                        |                 | Mark Andrews     | Mark Andrews                             | 12:10                                    |                                          |  |  |                                    |                                    |                                    |  |  |                               |                               |                               |  |
|  |                                                        |                                                        | Drew Gulak                                             | Drew Gulak      | Sub              |                                          |                                          |                                          |  |  |                                    |                                    |                                    |  |  |                               |                               |                               |  |
|  | 3                                                      | Drew Gulak                                             | Drew Gulak                                             | Drew Gulak      | Sub              | Sub                                      |                                          |                                          |  |  |                                    |                                    |                                    |  |  |                               |                               |                               |  |
|  | 3                                                      | Drew Gulak                                             |                                                        |                 |                  |                                          |                                          |                                          |  |  |                                    |                                    |                                    |  |  |                               |                               |                               |  |
|  | 14                                                     | Tony Nese                                              | 16:10                                                  |                 |                  |                                          |                                          |                                          |  |  |                                    |                                    |                                    |  |  |                               |                               |                               |  |
|  | 14                                                     | Tony Nese                                              | 16:10                                                  |                 | Drew Gulak       | Drew Gulak                               | 15:13                                    |                                          |  |  |                                    |                                    |                                    |  |  |                               |                               |                               |  |
|  |                                                        |                                                        |                                                        |                 |                  |                                          |                                          |                                          |  |  |                                    |                                    |                                    |  |  |                               |                               |                               |  |
|  |                                                        |                                                        | Mustafa Ali                                            | Mustafa Ali     | Pin              |                                          |                                          |                                          |  |  |                                    |                                    |                                    |  |  |                               |                               |                               |  |
|  | 7                                                      | Buddy Murphy                                           | Mustafa Ali                                            | Mustafa Ali     | Pin              | Pin                                      |                                          |                                          |  |  |                                    |                                    |                                    |  |  |                               |                               |                               |  |
|  | 7                                                      | Buddy Murphy                                           |                                                        |                 |                  |                                          |                                          |                                          |  |  |                                    |                                    |                                    |  |  |                               |                               |                               |  |
|  | 10                                                     | Ariya Daivari                                          | 7:46                                                   |                 |                  |                                          |                                          |                                          |  |  |                                    |                                    |                                    |  |  |                               |                               |                               |  |
|  | 10                                                     | Ariya Daivari                                          | 7:46                                                   |                 | Buddy Murphy     | Buddy Murphy                             | 11:05                                    |                                          |  |  |                                    |                                    |                                    |  |  |                               |                               |                               |  |
|  |                                                        |                                                        |                                                        |                 | Buddy Murphy     | Buddy Murphy                             | 11:05                                    |                                          |  |  |                                    |                                    |                                    |  |  |                               |                               |                               |  |
|  |                                                        |                                                        | Mustafa Ali                                            | Mustafa Ali     | Pin              |                                          |                                          |                                          |  |  |                                    |                                    |                                    |  |  |                               |                               |                               |  |
|  | 2                                                      | Mustafa Ali                                            | Mustafa Ali                                            | Mustafa Ali     | Pin              | Pin                                      |                                          |                                          |  |  |                                    |                                    |                                    |  |  |                               |                               |                               |  |
|  | 2                                                      | Mustafa Ali                                            |                                                        |                 |                  |                                          |                                          |                                          |  |  |                                    |                                    |                                    |  |  |                               |                               |                               |  |
|  | 15                                                     | Gentleman Jack Gallagher                               | 17:08                                                  |                 |                  |                                          |                                          |                                          |  |  |                                    |                                    |                                    |  |  |                               |                               |                               |  |